# Francisco Herrera Alvarado
Francisco José Herrera Alvarado (Tegucigalpa, 3 de octubre de 1953) es un médico, académico y diplomático hondureño, actual embajador de Honduras en Kuwait. Fue rector de la Universidad Nacional Autónoma de Honduras entre 2017 y 2024.

## Biografía
Nació en Tegucigalpa, M.D.C. del departamento de Francisco Morazán, el 3 de octubre de 1953. Hijo del diplomático Víctor Herrera y Estela Alvarado. Sus primeros años los vivió en Tegucigalpa, La Ceiba y Nueva Orleans. Cursó sus estudios de bachillerato en el Instituto Salesiano San Miguel y en 1980 se recibió de médico cirujano por la Facultad de Ciencias Médicas de la Universidad Nacional Autónoma de Honduras. Tiene cinco hijos y actualmente está casado con la nutrióloga Danori Carbajal.
En 1983 emigró a Costa Rica, donde dos años después se especializó como doctor en anatomía patológica por la Universidad de Costa Rica. Durante el año siguiente, 1986, recibió una beca para estudiar inmunohistoquímica y citopatología en la Universidad de Miami en el Jackson Memorial Hospital. De esa forma, en 1987, concluyó su formación académica.

## Cargos y nombramientos
El Dr. Herrera cuenta con experiencia en la docencia desde 1987 especialmente en las cátedras de Patología General y Especial, fungiendo como profesor titular III en la UNAH entre 1987 a 1991. Su experiencia en la docencia le ayudó a convertirse en el jefe de la Escuela Universitaria de Ciencias de la Salud en la UNAH-VS en el 2008, donde actuó como coordinador de la carrera de Medicina en la UNAH-VS desde 2006. Su experiencia también le permitió trabajar como coordinador de los Postgrados de Medicina en la UNAH VS entre 2006 a 2010. En su experiencia como docente también cuenta su experiencia como docente invitado en la Universidad de Miami entre 1985 a 1991.
Su experiencia laboral no solo abarca los espacios académicos ya que también ejerció como Subdirector Nacional Medicina Forense y Director Regional en San Pedro Sula del Ministerio Público entre 1996-2005, ejerciendo también como jefe de Patología Forense y jefe de Servicio de Patología del Instituto Nacional del Tórax entre 1987 y 1991.
El 19 de agosto asume la vicepresidencia del Consejo Superior Universitario Centroamericano (CSUCA), órgano regional integrado por las 24 universidades públicas de la región y de República Dominicana, cargo que ostentaria un año. El 13 de agosto del 2020 asume como presidente del organismo regional para el período del 1 de julio de 2020 al 30 de junio de 2021.

## Reconocimientos
• Fue honrado con la denominación del auditorio de medicina forense de San Pedro Sula, el cual se denominó Auditorio “Dr. Francisco J. Herrera Alvarado". A solicitud del personal de la Institución al momento de su retiro después de 10 años de labores, y autorizado por el fiscal general del estado de Honduras, mediante oficio FRG-312-2005. 
• Galardonado como "Médico del Año" por el Colegio Médico de San Pedro Sula reconocimiento otorgado por la Junta Directiva 2006-2008 26 de octubre del 2007.

## Rectoría de la UNAH (2017-2024)
Tras finalizar el periodo de rectoría de Julieta Castellanos, el 26 de septiembre de 2017 fue juramentado como rector interino de dicha casa de la Universidad Nacional Autónoma de Honduras, en sustitución de Julieta Castellanos.

### Conciliación
Durante su discurso de asunción al cargo de rector interino de la UNAH, Herrera definió el diálogo como la principal herramienta de conciliación y resolución de conflictos; su discurso lo ha convertido en acción luego de sentarse a la mesa con sectores estudiantiles para construir un Reglamento Electoral Estudiantil (REE), instrumento que se convertirá en la ley que regirá el proceso electoral estudiantil para la inclusión de representantes estudiantiles ante el Consejo Universitario (CU).
Al momento de asumir como rector interino, más de 70 estudiantes tenían procesos judiciales en el Ministerio Público (MP) por los delitos de sedición, usurpación y daños a la propiedad del Estado; desde ese momento, Herrera encomendó a la oficina del Abogado General de la UNAH  hacer todas las diligencias que con base en ley corresponden para la liberación de los universitarios. 
La iniciativa de diálogo que asumió Herrera  se concretó el 9 de febrero de 2018 cuando se sostuvo la primera reunión formal entre autoridades y estudiantes para definir el cronograma de construcción del REE, a partir de ese momento hasta la presentación del instrumento electoral estudiantil ante el Consejo Universitario.
La capacidad de conciliación y apertura de diálogo que ha mantenido durante más de año y medio al frente de la Rectoría permite que la UNAH esté a las puertas de un proceso democrático donde estudiantes elegirán de manera libre y autónoma sus autoridades a quienes los representaran en los órganos de cogobierno y gobierno estudiantil.
Con las elecciones estudiantiles, Herrera logrará introducir al Pleno del Consejo Universitario la representación estudiantil, tras más de una década sin representación de estudiantes a través de comicios en la UNAH.
En una sesión del Consejo Universitario de la UNAH se aprobaron  los 136 artículos que conforman el Reglamento Electoral Estudiantil. En el documento se detalla cada una de las funciones, derechos, deberes, supervisiones, sanciones y prohibiciones de estudiantes y órganos que se conformarán y velarán por el desarrollo de las elecciones estudiantiles y el cumplimiento del presente reglamento. Con el reglamento aprobado se da paso para que los estudiantes realicen elecciones universitarias y la conformación de gobiernos unviersitarios.

## Publicaciones
• Investigación Científica de 3 Estudios sobre VIH y Sida en el mundo del trabajo en el Sector Maquilador y Portuario (2011).
• Diseño de Política Nacional sobre VIH y Sida en el mundo del trabajo y políticas Sectoriales para empresas (2011).
• Uso de marcadores de EMA y LCA en Citología por Aspiración de Agua Fina.